# Amira de la Rosa
Amira de la Rosa, née en 1903 à Barranquilla et morte en 1974 dans la même ville, est une écrivaine et poète colombienne. Elle est surtout connue pour une nouvelle, Marsolaire, publiée en 1941.

## Biographie
Amira de la Rosa est née en 1903 à Barranquilla, aînée d’une fratrie de neuf sœurs. Son père décède alors qu'elle n'a que 15 ans et elle est obligée de travailler pour subvenir aux besoins de sa famille. Elle se marie à 18 ans avec Reginaldo de la Rosa, un avocat, bien plus âgé qu’elle, qui meurt très tôt après le mariage. Elle part en Espagne. Elle étudie à Barcelone, au cours international pour les enseignants dirigé par la pédagogue italienne Maria Montessori. Elle y rencontre aussi parmi les autres élèves l'écrivain chilienne Gabriela Mistral avec qui elle se noue d'amitié.
Elle est enseignante mais aussi diplomate, notamment ambassadrice de Colombie en Espagne, à Madrid, pendant de nombreuses années. Et elle se consacre à l'écriture, explorant les différentes facettes de la vie des femmes et la pression sociale à laquelle elles sont soumises, même si elle ne se positionne pas en rebelle contre le machisme et le pouvoir masculin mais reste relativement dans l'esprit de son époque. Si Amira de la Rosa a écrit des récits, des poèmes, des pièces de théâtre et de radio, des notes de presse ou encore des tableaux de mœurs sur la culture régionale, son œuvre la plus connue est une nouvelle, Marsolaire, qui est publiée en 1941. Ce récit raconte et dénonce l'histoire d'un viol par un adulte du nom de Gabriel sur une mineure, María Julia, même si l'abus sexuel est en partie occulté dans ce récit.
Elle retourne finalement à Barranquilla en 1972, et meurt en 1974, dans une situation économique plutôt précaire.

## Hommage
Le théâtre Amira de la Rosa, un complexe culturel situé à Barranquilla, en Colombie est baptisé en l'honneur d'Amira de la Rosa. Son projet de construction remonte au 23 mars 1948 et il est inauguré le 25 juin 1982.